# Laines-aux-Bois
Laines-aux-Bois è un comune francese di 532 abitanti situato nel dipartimento dell'Aube nella regione del Grand Est.

## Società

### Evoluzione demografica
Abitanti censiti